# Polinices nanus
Polinices nanus är en snäckart som beskrevs av Moller 1842. Polinices nanus ingår i släktet Polinices och familjen borrsnäckor. Inga underarter finns listade i Catalogue of Life.